# Inverness (Florida)
Inverness ist eine Stadt und zudem der County Seat des Citrus County im US-Bundesstaat Florida. Das U.S. Census Bureau hat bei der Volkszählung 2020 eine Einwohnerzahl von 7.543 ermittelt.

## Geographie
Inverness liegt rund 100 km nördlich von Tampa.

## Geschichte
In den 1880er Jahren wurde die Strecke der Inverness and Brooksville Railway von Dade City über Inverness nach Citrus Springs eröffnet. Diese Strecke wurde 1987 stillgelegt und später in den Withlacoochee State Trail umgewandelt. 1891 wurde durch die Savannah, Florida and Western Railroad eine Strecke von hier über Hernando und Dunnellon nach Ocala eröffnet.

## Religionen
In Inverness gibt es derzeit 20 verschiedene Kirchen aus 10 unterschiedlichen Konfessionen, darunter ist die Baptistengemeinde mit 6 Kirchen am stärksten vertreten. Weiterhin gibt es eine zu keiner Konfession gehörende Kirche (Stand: 2004).

## Demographische Daten
Laut der Volkszählung 2010 verteilten sich die damaligen 7210 Einwohner auf 3974 Haushalte. Die Bevölkerungsdichte lag bei 381,5 Einw./km². 88,2 % der Bevölkerung bezeichneten sich als Weiße, 5,9 % als Afroamerikaner, 0,4 % als Indianer und 1,7 % als Asian Americans. 1,6 % gaben die Angehörigkeit zu einer anderen Ethnie und 2,2 % zu mehreren Ethnien an. 6,5 % der Bevölkerung bestand aus Hispanics oder Latinos.
Im Jahr 2010 lebten in 20,5 % aller Haushalte Kinder unter 18 Jahren sowie 49,8 % aller Haushalte Personen mit mindestens 65 Jahren. 51,9 % der Haushalte waren Familienhaushalte (bestehend aus verheirateten Paaren mit oder ohne Nachkommen bzw. einem Elternteil mit Nachkomme). Die durchschnittliche Größe eines Haushalts lag bei 2,01 Personen und die durchschnittliche Familiengröße bei 2,69 Personen.
18,8 % der Bevölkerung waren jünger als 20 Jahre, 17,1 % waren 20 bis 39 Jahre alt, 21,6 % waren 40 bis 59 Jahre alt und 42,5 % waren mindestens 60 Jahre alt. Das mittlere Alter betrug 53 Jahre. 44,2 % der Bevölkerung waren männlich und 55,8 % weiblich.
Das durchschnittliche Jahreseinkommen lag bei 27.515 $, dabei lebten 18,5 % der Bevölkerung unter der Armutsgrenze.
Im Jahr 2000 war Englisch die Muttersprache von 93,84 % der Bevölkerung, spanisch sprachen 3,98 % und 2,18 % hatten eine andere Muttersprache.

## Partnerstädte
- Inverness, Schottland
- Inverness, Kalifornien

## Sehenswürdigkeiten
Folgende Objekte sind im National Register of Historic Places gelistet:
- Fort Cooper
- Masonic Temple of Citrus Lodge No. 18, F. and A.M.
- Old Citrus County Courthouse
- Etna Turpentine Camp Archeological Site

## Schulen
- Inverness Primary School
- Pleasant Grove Elementary School
- Citrus County School District
- Inverness Middle School
- Citrus County Renaissance Cent
- Citrus High School
- Withlachoochee Technical Institute

## Verkehr
Inverness wird vom U.S. Highway 41 sowie der Florida State Road 44 durchquert. Unmittelbar südlich der Stadt befindet sich der Inverness Airport.